# 西希斯
西希斯（英語：West Heath）是伦敦东南部的一个地区，位于貝克斯利區和肯特郡內。 它在阿貝伍德南部和威靈北部。 

## 运输
倫敦交通局的三辆公交车服务於西希斯，将其与貝克斯利希斯，阿貝伍德，埃里思，伍利奇，泰晤士米德和北格林威治等地区连接起来。距線路最近的站點在修道院森林車站。 

## 著名人物
- 塞缪尔·霍尔斯（Samuel Hulse）[2]